# دارين أوليفر (لاعب كرة قدم)
دارين أوليفر (بالإنجليزية: Darren Oliver)‏ هو لاعب كرة قدم بريطاني، ولد في 1 نوفمبر 1971 في ليفربول في المملكة المتحدة.